# 1995 VT1
1995 VT1 är en asteroid i huvudbältet som upptäcktes den 2 november 1995 av den japanska astronomen Satoru Otomo i Kiyosato.
Asteroiden har en diameter på ungefär 12 kilometer.